# Italijanski renesančni vrt
Italijanski renesančni vrt je bil nov slog vrta, ki se je pojavil konec 15. stoletja ob vilah v Rimu in Firencah, navdihnjen s klasičnimi ideali sloga in lepote ter namenjen užitku ob pogledu na vrt in pokrajino zunaj, za premišljevanje in za uživanje v znamenitostih, zvokih in vonjih samega vrta.
V pozni renesansi so vrtovi postali večji, lepši in bolj simetrični, napolnjeni pa so bili s fontanami, kipi, jamami (grotta), vodnimi orglami in drugimi elementi, namenjenimi razveseljevanju njihovih lastnikov in zabavi in navdušenju obiskovalcev. Slog so posnemali po vsej Evropi in vplivali na vrtove francoske renesanse in angleški vrt.

## Ozadje
Pred italijansko renesanso so bili italijanski srednjeveški vrtovi obdani z obzidjem in so bili namenjeni gojenju zelenjave, sadja in zdravilnih zelišč ali, v primeru samostanskih vrtov, tihi meditaciji in molitvi. Italijanski renesančni vrt je podrl zid med vrtom, hišo in pokrajino zunaj.
Že v zgodnjem modernem obdobju so prevodi klasičnih del začeli krožiti po evropski družbi, sredi 16. stoletja pa so pokazali vplive Francesca di Giorgia Martinija in Sebastiana Serlia, ki so bili sami bolj podobni umetninam.
Italijanski renesančni vrt se je, tako kot renesančna umetnost in arhitektura, pojavil iz ponovnega odkritja renesančnih učenjakov klasičnih rimskih modelov. Navdihnili so jih opisi starodavnih rimskih vrtov, ki jih je v svojih Metamorfozah opisal Ovid, pisma Plinija mlajšega, Naturalis Historia Plinija starejšega in Rerum Rusticanum Varra pa vsi, ki so vsebovali podroben in liričen opis vrtov rimskih vil.
Plinij mlajši je opisal svoje življenje v svoji vili v Laurentumu: »... dobro in resnično življenje, ki je srečno in častno, bolj koristno kot kateri koli posel. Najprej izkoristite priložnost, da zapustite šopek, jalov vrvež in neuporabni poklici mesta in se posvetite literaturi ali prostemu času«. Namen vrta je bil po Pliniju namenjen otiumu, kar bi lahko prevedli kot samota, spokojnost ali sprostitev, kar je bilo nasprotno od ideje negotium, ki je pogosto razvrščala delo urbanega življenje. Vrt je bil kraj za razmišljanje, sprostitev in pobeg.
Plinij je opisal zasenčene poti, obrobljene z živo mejo, okrasnimi parterji, fontanami ter drevesi in grmi, okrašenimi v geometrijske ali fantastične oblike, vse značilnosti, ki so postale del prihodnjega renesančnega vrta.

## Alberti in principi renesančnega vrta
Prvo renesančno besedilo, ki je vključevalo oblikovanje vrtov, je bilo De re aedificatoria (Deset knjig o arhitekturi), avtor Leon Battista Alberti (1404–1472). Izhajal je iz arhitekturnih načel Vitruvija in uporabil citate Plinija starejšega in Plinija mlajšega, da je opisal, kako naj bo vrt videti in kako ga je treba uporabljati. Trdil je, da je treba vilo gledati in gledati z nje; da bi morali hišo postaviti nad vrt, kjer bi jo lahko videli in bi lastnik lahko pogledal navzdol na vrt.
Alberti je zapisal: »Gradnja bo obiskovalcu v veselje, če bo ob odhodu iz mesta videl vilo v vsem njenem šarmu, kot da bi zapeljal in pozdravil nove prišleke. Proti temu bi jo postavil na nekoliko povišani prostor. Tudi jaz bi želel, da se cesta tako nežno vzpenja, da zavede tiste, ki jo zapeljejo do te mere, da se ne zavedajo, kako visoko so se povzpeli, dokler spodaj ne odkrijejo podeželja.«
O vrtu je Alberti zapisal: »... Postavite portike za senco, opore, kamor se lahko vzpnejo trte, postavljene na marmornate stebre; vaze in zabavne kipe, pod pogojem, da niso nespodobni. Morali bi imeti tudi redke rastline ... Drevesa naj bodo poravnana in razporejena enakomerno, vsako drevo pa poravnano s svojimi sosedi.«

## Literarni vpliv na italijanski renesančni vrt
Na renesančne vrtove je pomembno vplivala tudi priljubljena romanca Hypnerotomachia Poliphili ('Polifilov prepir ljubezni v sanjah'), ki jo je leta 1499 v Benetkah objavil menih Francesco Colonna. Opisal je potovanje in dogodivščine popotnika Polifila skozi fantastične pokrajine, ki išče svojo ljubezen Polio. Prizori, opisani v knjigi in pripadajoče ilustracije z lesorezom so vplivali na številne renesančne vrtove; vključevali so jezerski otok (kot v vrtovih Boboli), orjake, ki so se pojavljali iz zemlje (kot v Vili di Pratolino), labirint in Venerin vodnjak (kot v Vili di Castello), kjer sta se pomirila Polifile in Polia.

## Moč in veličastnost - politična simbolika renesančnega vrta
Medtem ko so bili vrtovi zgodnje italijanske renesanse namenjeni kontemplaciji in užitku z zelenimi tuneli, drevesi za senco, zaprtim giardino segreto ('skrivni vrt') in polji za igre in zabave, so Medičejci, vladajoča dinastija v Firencah, uporabili vrtove, da bi pokazali svojo moč in veličastnost. »V prvi polovici 16. stoletja so veličastnost začeli dojemati kot knežjo vrlino in po vsem italijanskem polotoku so arhitektom, kiparjem, slikarjem, pesnikom, zgodovinarjem in humanističnim učenjakom naročali, da  ustvarijo čudovito podobo za svoje močne pokrovitelje.«  V osrednjem vodnjaku v Villi di Castello je bil prikazan Herkulov kip, ki je premagal Anteja in namigoval na zmago graditelja vrta Cosima de' Medici nad frakcijo florentinskih plemičev, ki so ga skušali strmoglaviti. Vrt je bil oblika političnega gledališča, ki je predstavljal moč, modrost, red, lepoto in slavo, ki so jo Medičejci prinesli v Firence.

## Besednjak
- Bosco sacro. Sveti les. Gaj dreves, ki ga navdihujejo nasadi, kjer bi častili pogani. V renesančnih in zlasti manierističnih vrtovih je bil ta del napolnjen z alegoričnimi kipi živali, velikanov in legendarnih bitij.
- Fontaniere. Izdelovalec vodnjakov, inženir hidravlike, ki je zasnoval vodni sistem in vodnjake.
- Giardino segreto. Skrivni vrt. Zaprt zasebni vrt znotraj vrta, ki ga navdihujejo vrtovi srednjeveških samostanov. Prostor za branje, pisanje ali tihe pogovore.
- Giochi d'acqua. Vodni triki. Skrite fontane, ki so zalivale nič hudega sluteče obiskovalce.
- Semplici. "Preprosti" ali zdravilne rastline in zelišča.

## Vrtovi zgodnje renesanse

### Medici Villa pri Fiesolu (1530-1790)
Najstarejši italijanski renesančni vrt je v vili Medici v mestu Fiesole, severno od Firenc. Nekje med letoma 1455 in 1461 ga je ustvaril Giovanni de' Medici (1421–1463), sin Cosima de' Medici, ustanovitelja rodbine Medičejcev. Za razliko od drugih družinskih vil, ki so se nahajale na ravnem kmetijskem zemljišču, je bila ta vila na skalnatem pobočju s pogledom na Firence.
Vila Medici je sledila Albertijevim zapovedim, da mora imeti vila pogled, »ki gleda na mesto, lastnikovo zemljo, morje ali veliko ravnino ter znane hribe in gore«, v ospredju pa je 'lepota vrtov'. Vrt ima dve veliki terasi, eno v pritličju in drugo v nadstropju. Iz sprejemnih sob v prvem nadstropju so gostje lahko šli do lože, od tam pa na vrt, tako da je bila loža prehodni prostor, ki je povezoval notranjost z zunanjostjo. V nasprotju s kasnejšimi vrtovi medičejskih vil ni imela stopnišča ali druge funkcije, ki bi povezovala obe ravni.
Vrt je podedoval njegov nečak Lorenzo de' Medici, zaradi česar je bil kraj srečanja pesnikov, umetnikov, pisateljev in filozofov. Leta 1479 je pesnik Angelo Poliziano, varuh medičejskih otrok, opisal vrt v pismu: »..Sedeč med poševnimi bregovi gora imamo tukaj vode v izobilju in ob nenehnem osveževanju z zmernim vetrom le malo sončnih žarkov povzroča neprijetnosti. Ko se približujete hiši, se zdi vtisnjena v gozdu, ko pa ga dosežete, ugotovite, da ima popoln pregled nad mestom.«

### Palazzo Piccolomini pri Pienzi, Toskana (1459)
Palazzo Piccolomini v Pienzi je zgradil Enea Silvio Piccolomini, ki je bil papež med letoma 1458 in 1464, pod imenom Pij II. Bil je učenjak latinščine in je veliko pisal o izobraževanju, astronomiji in socialni kulturi. Leta 1459 je v svojem majhnem mestu Pienza zgradil palačo zase in za svoje kardinale ter dvor. Tako kot Villa Medici je bila glavna značilnost hiše razgled iz lože nad dolino Val d'Orcia do pobočij Monte Amiata. Bližje hiši so bile terase z geometrijskimi gredicami, ki so obdajale fontane in so bile okrašene z grmovjem, obrezanim v storže in krogle, podobne Plinijevemu vrtu, ki je opisan v Albertijevi De re aedificatoria. Vrt je bil zasnovan tako, da se odpira na mesto, palačo in razgled.

### Cortile del Belvedere v Vatikanski palači, Rim (1504–1513)
Leta 1504 je papež Julij II. naročil arhitektu  Bramanteju, da v prostoru med staro papeško vatikansko palačo v Rimu in bližnjo vilo Belvedere obnovi klasični rimski vrt za zabavo. Njegov model je bilo antični tempelj Fortuna Primigenia v Palestrini ali antična Praeneste, pri svojem oblikovanju pa je uporabil klasične ideale proporcev, simetrije in perspektive. Ustvaril je osrednjo os, ki je povezovala obe zgradbi in vrsto teras, povezanih z dvojnimi klančinami, po vzoru tistih v Palestrini. Terase so bile po poteh in gredicah razdeljene na trge in pravokotnike in so služile kot zunanja postavitev izjemne zbirke klasičnega kiparstva papeža Julija, ki je vsebovala znamenito Laokoontovo skupino in Apolona Belvederskega. Srce vrta je bilo dvorišče, obdano s tristopenjsko ložo, ki je služila kot gledališče za zabavo. Osrednja eksedra je pomenila dramatičen zaključek dolge perspektive po dvorišču, klančinah in terasah.
Beneški veleposlanik je leta 1523 opisal Cortile del Belvedere: »Nekdo vstopi v zelo lep vrt, od katerega je polovica napolnjena z rastočo travo in zalivi ter murvami in cipresami, druga polovica pa so trgi  tlakovani z opeko, položenimi pokonci in v vsakem trgu iz tlaka zraste čudovito pomarančno drevo, ki jih je ogromno, urejenih v popolnem redu .... Na eni strani vrta je najlepša loža, na enem koncu katere je ljubek vodnjak, ki namaka pomarančna drevesa in preostali vrt ob majhnem kanalu v središču lože.« .
Na žalost je gradnja Vatikanske knjižnice v poznem 16.stoletju čez sredino Cortile pomeni, da je Bramantejeva zasnova danes zabrisana, vendar so bile njegove ideje o sorazmernosti, simetriji in dramatičnih perspektivah uporabljene v številnih velikih vrtovih italijanske renesanse.

### Villa Madama, Rim (1516)
Vila Madama, ki se nahaja na pobočjih Monte Maria in gleda na Rim, jo je začel graditi papež Leon X., nadaljeval pa kardinal Giulio de' Medici (1478–1534). Leta 1516 jo je Leon X. naročil Rafaelu, ki je bil takrat najbolj znan umetnik v Rimu. Rafael si je z uporabo starodavnega besedila knjige De Architectura Vitruvija in spisov Plinija mlajšega zamislil svojo različico idealne klasične vile in vrta. Njegova vila je imela odlično okroglo dvorišče in je bilo razdeljeno na zimsko in poletno stanovanje. Z dvorišča so vodili prehodi do velike lože, od koder se je videl pogled na vrt in Rim. Okrogli stolp na vzhodni strani je bil pozimi namenjen vrtni sobi, ki jo je ogrevalo sonce skozi zastekljena okna. Vila je gledala na tri terase, eno na kvadrat, drugo na krog in eno na oval. Zgornjo teraso naj bi zasadili s kostanji in jelkami, spodnjo pa z rastlinskimi gredicami.
Dela na Vili Madama so se ustavila leta 1520 po Rafaelovi smrti, nato pa so jo drugi umetniki nadaljevali do leta 1534. Dokončali so polovico vile, vključno s polovico krožnega dvorišča in severozahodno ložo, okrašeno z grotesknimi freskami Giulio Romano in štukature Giovanni da Udine. Fini ohranjeni elementi vključujejo vodnjak z glavo slona Giovannija da Udina in dve velikanski štukaturni figuri Baccia Bandinellija ob vhodu v skrivni vrt (giardino segreto). [19] Vila je zdaj državno gostišče italijanske vlade.

## Vrtovi visoke renesanse
V sredini 16. stoletja so Medičejci in druge bogate družine in posamezniki zgradili vrsto čudovitih vrtov, ki so sledili načelom Albertija in Bramanteja; po navadi so bile nameščene na vrhu hriba ali na pobočju gore; imele so vrsto simetričnih teras, eno nad drugo, vzdolž osrednje osi; hiša je gledala na vrt in pokrajino onkraj in tudi sama se je videla z dna vrta. Razvoj hidrologije je pomenil, da so bili vrtovi opremljeni z vse bolj dodelanimi in veličastnimi kaskadami in fontanami ter kipi, ki so spominjali na veličino antičnega Rima.

### Villa di Castello, Toskana (1538)
Villa di Castello je bil projekt Cosima I. de' Medici, prvega vojvode Toskane, ki je začel gradnjo, ko je imel le sedemnajst let. Zasnoval jo je Niccolò Tribolo, ki je za Cosima zasnoval še dva vrtova: Giardino dei Semplici (1545) in vrtove Boboli (1550).
Vrt je bil postavljen na položnem pobočju med vilo in hribom Monte Morello. Tribolo je najprej zgradil zid čez pobočje, ki ga je razdelil na zgornji vrt, napolnjen z oranževci in spodnji vrt, ki je bil razdeljen na vrtne sobe z zidovi žive meje, vrstami dreves in tuneli citrusov in ceder. Osrednja os, ki jo je sestavljala vrsta vodnjakov, se je raztezala od vile do podnožja Monte Morello. V tej ureditvi je imel vrt tako velike perspektive kot zaprte zasebne prostore.
Spodnji vrt je imel velik marmornat vodnjak, ki naj bi ga videli na ozadju temnih cipres s figurami Herkula in Anteja. Tik nad tem vodnjakom, v središču vrta, je bil labirint iz žive meje, ki so jo tvorile ciprese, lovor, mirta in vrtnice. Sredi labirinta je bil skrit še en vodnjak z Venerinim kipom. Okoli tega vodnjaka je imel Cosimo pod ploščicami nameščene bronaste cevi za giochi d'acqua (vodne igre), to so bile skrite cevi, ki jih je bilo mogoče vklopiti s ključem, da bi poškropili nič hudega sluteče goste. Druga nenavadna lastnost je bila hišica na drevesu, skrita v bršljanu pokritega hrasta, s kvadratno jedilnico znotraj drevesa.
Na skrajnem koncu vrta in postavljen ob steno je Tribolo ustvaril dodelano jamo, okrašeno z mozaiki, kamenčki, morskimi školjkami, imitacijami kapnikov in nišami s skupinami kipov domačih in eksotičnih živali in ptic, mnogi z resničnimi rogovi in okli. Živali so simbolizirale vrline in dosežke preteklih članov družine Mediči. Voda je tekla iz kljunov, kril in krempljev živali v marmornate kotline pod vsako nišo. Vrata bi se lahko nenadoma zaprla za obiskovalce, da so jih namočili skriti vodnjaki.
Nad jamo, na pobočju, je bil majhen gozd ali bosco z ribnikom v središču. V ribniku je bronast kip drhtečega velikana, nad glavo mu teče hladna voda, ki predstavlja mesec Januar ali Apenine.
Ko je zadnji Medičejec umrl leta 1737, so vrt začeli spreminjati novi lastniki, Lotaringi; labirint so porušili in kip Venere preselili v vilo La Petraia, a že pred tem so vrt opisovali številni veleposlaniki in tuji obiskovalci in je zaslovel po vsej Evropi. Njena načela perspektive, razmerja in simetrije, geometrijske zasaditvene gredic in sobe z zidovi iz dreves in žive meje so bili prilagojeni tako na vrtovih francoske renesanse kot na vrtu à la française, ki je sledil.

### Villa d'Este, Tivoli (1550–1572)
Vila d'Este v Tivoliju ima enega največjih in najbolje ohranjenih italijanskih renesančnih vrtov. Ustvaril jo je kardinal Ippolito II. D'Este, sin Alfonsa I. d'Esteja, vojvode Ferrare in Lucrezie Borgie. Z devetindvajsetimi leti je postal kardinal, leta 1550 pa je postal guverner Tivolija. Da bi razvil svojo rezidenco, je prevzel nekdanji frančiškanski samostan, za vrt pa kupil sosednje strmo pobočje in dolino spodaj. Njegov izbrani arhitekt je bil Pirro Ligorio, ki je izvajal izkopavanja za Ippolita na bližnjih ruševinah starodavne vile Adriana ali Hadrijanova vila, obsežno podeželsko rezidenco rimskega cesarja Hadrijana, ki je imela številne dovršene vodne značilnosti.
Ligorio je ustvaril vrt kot niz teras, ki se spuščajo po strmem pobočju na robu gora s pogledom na ravnino Lacija. Terase so bile povezane z vrati in velikimi stopnišči, ki so se začele s terase pod vilo in vodile do Zmajevega vodnjaka ob vznožju vrta. Stopnišče je na različnih nivojih prečkalo pet prečnih ulic, ki so jih v prostore delile žive meje in ogrodje, prekrito z vinsko trto. Na prehodih stopnišča in ulic so bili paviljoni, sadno drevje in aromatične rastline. Na vrhu je promenada, ki jo je uporabljal kardinal, potekala pod vilo in vodila v eno smer do Diane, v drugo pa do Asklepijeve jame.
Slava Vile d'Este je bil sistem vodnjakov, ki sta jih napajala dva akvadukta, ki ju je Ligorio zgradil iz reke Aniene. V središču vrta je pobočje prečkala ulica sto vodnjakov (v resnici dvesto vodnjakov) in Ovalni vodnjak povezan z rimskim vodnjakom, ki je bil okrašen z maketami znamenitosti Rima. Na spodnjem nivoju je mimo Fontane zmajev šla še ena uličica in se pridružila Fontani Proserpine s Fontano sove. Še nižje, je aleja ribnikov povezala Vodnjak orgel z mestom predvidenega Neptunovega vodnjaka.
Vsak vodnjak in pot je pripovedoval zgodbo, ki je družino d'Este povezala z legendama o Herkulu in Hipolitu (ali Ippolitu), mitskem sinu Tezeja in Antiope, kraljice Amazonk. Osrednja os je vodila do Fontane zmajev, ki je ponazarjala enega od Herkulovih del, na vrtu pa so našli še tri Herkulove kipe. Mit o Ippolitu, mitskem imenjaku lastnika, sta ponazorili dve jami, Asklepijeva in Dianina.
Fontana sove je uporabila vrsto bronastih cevi, kot so flavte, da bi sprožila ptičji zvok, najbolj znana značilnost vrta pa so bile velike Orgle. Opisal jo je francoski filozof Michel de Montaigne, ki je vrt obiskal leta 1580: »Glasba vodnjaka Orgel je resnična glasba, ki jo naravno ustvarja ... ustvari voda, ki z velikim nasiljem pada v jamo, zaokroženo in obokano in vznemirja zrak, ki je prisiljen izstopiti po ceveh orgel. Druga voda, ki gre skozi kolo, v določenem vrstnem redu udari po tipkovnici orgel. Orgle posnemajo tudi zvok trobente, zvok topa in zvok mušket, ki ga povzroči nenaden padec vode ...«
Vrt se je po smrti kardinala in v 17. stoletju bistveno spremenil, prodali so številne kipe, vendar so osnovne značilnosti ostale, vodnjak Orgel pa je bil nedavno obnovljen in spet predvaja glasbo.

## Manierizem in vrtovi pozne renesanse
Manierizem je bil slog, ki se je v slikarstvu razvil v 1520-ih in je kljuboval tradicionalnim pravilom renesančnega slikarstva. »Manieristične slike so bile zelo elegantne, uglajene in zapletene, njihova sestava bizarna, tematika pa fantastična«. To opisuje tudi druge manieristične vrtove, ki so se začeli pojavljati približno leta 1560.

### Villa Della Torre (1559)
Vila Della Torre, zgrajena okoli leta 1560 za Giulia Della Torreja (1480–1563), profesorja prava in humanističnega znanstvenika v Veroni, je bila parodija na klasična Vitruvijeva pravila; tloris dvorišča s peristilom, v slogu stare rimske hiše je bil v popolnoma harmoničnem vitruvijevem slogu, nekateri kamni pa so bili grobo rezani in različnih velikosti ter okrašeni z maskami, iz katerih je škropila voda, kar je porušilo klasično harmonijo. »Stavba je bila deformirana: zdelo se je, da je ujeta v nenavadnem, amorfnem stanju, nekje surovo rustikalna preprostost in klasična dovršenost.« Kamini v notranjosti so bili v obliki ust velikanskih mask. Zunaj je bil vrt napolnjen z motečimi arhitekturnimi elementi, vključno z jamo, katere vhod je predstavljal peklenska usta, z očmi, na katerih je bilo videti, kako v notranjosti gori ogenj.
Kritiki so jo pripisovali Giuliu Romanu, arhitektu Gonzage. Medtem ko osmerokotni tempelj viri dodeljujejo veronskemu arhitektu Micheleju Sanmicheliju.
Leta 1952 je vilo kupil Girolamo Cazzola, ki se je od leta 1960 lotil splošne obnove.
Od leta 2008 je kompleks, ki je postal last Allegrinija, sedež tu je sedež predstavništva podjetja in gosti družabne in kulturne prireditve.

### Sacro Bosco pri Bomarzu, Lacij (1552–1584)
Sacro Bosco ali 'Sveti nasad', pogovorno imenovan Park pošasti (Parco dei Mostri v italijanščini), je bil najbolj znan in ekstravaganten od manierističnih vrtov. Ustvarjen je bil za Pier Francesca Orsinija (1523–84) v bližini vasi Bomarzo. Bil je duhovit in nespoštljiv ter kršil vsa pravila renesančnih vrtov; ni imel simetrije, reda in središča. Napis na vrtu se je glasil: »Vi, ki ste potovali po svetu v iskanju velikih in neverjetnih čudes, pridite sem, kjer so grozljivi obrazi, sloni, levi, ljudožerske pošasti in zmaji.«
Vrt so napolnili ogromni kipi, do katerih so vodile pešpoti. Tu so bila usta v pekel, hiša, ki se je zdelo, da propada, fantastične živali in figure, številne med njimi izrezljane iz grobe vulkanske kamnine na mestu na vrtu. Nekateri prizori so bili povzeti iz romantične epske pesmi Ludovica Ariosta Besneči Roland , drugi iz del Danteja Alighierija in Francesca Petrarce. Kot kaže en napis na vrtu, Sacro Bosco »spominja samo nase in nič drugega«.

## Prvi botanični vrt
Italijanska renesansa je doživela revolucijo tudi v preučevanju botanike s sistematičnim razvrščanjem rastlin in ustvarjanjem prvih botaničnih vrtov. V srednjem veku so rastline preučevali za medicinsko uporabo. Do 16. stoletja je bilo običajno delo o botaniki De Materia Medica, ki ga je v 1. stoletju našega štetja napisal grški zdravnik Pedanij Dioscorid, ki je opisal šeststo rastlin, vendar mu je manjkalo veliko avtohtonih rastlin iz Italije in imel nejasne opise s stiliziranimi in nenatančnimi ilustracijami. [32] Leta 1533 je Univerza v Padovi ustvarila prvi oddelek za botaniko in Francesca Bonafedeja imenovala za prvega profesorja 'preprostih' (Professor Simplicium) ali zdravilnih rastlin. Leta 1545 je učenjak z medicinske fakultete Univerze v Padovi Pietro Andrea Mattioli napisal novo knjigo o zdravilnih zeliščih, Commentarii in libros sex Pedanii Dioscoridis, ki je v zaporednih izdajah sistematično opisovala in podajala za medicinsko uporabo 1200 različnih rastlin. Takšnemu znanstvenemu delu so pomagali mornarji in raziskovalci, ki so se vračali iz Novega sveta, Azije in Afrike, ki so prinašali vzorce neznanih rastlin v Evropo.
Junija 1543 je Univerza v Padovi uredila prvi botanični vrt na svetu, Botanični vrt v Padovi (Orto botanico di Padova), Univerza v Pisi pa je leta 1545 sledila z lastnim vrtom, Botanični vrt v Pisi (Orto botanico di Pisa). [33] Do leta 1591 je imel vrt v Padovi več kot 1168 različnih rastlin in dreves, vključno s palmo iz Egipta. Leta 1545 je v Firencah Cosimo de' Medici ustanovil vrt z zdravilnimi zelišči Botanični vrt v Firencah (Giardino dei Semplici). Kmalu so imele medicinske fakultete na univerzah v Bologni, Ferrari in Sassariju svoj botanični vrt, poln eksotičnih rastlin z vsega sveta. [34